# 谷体調
谷 体調（たに たいちょう、本名：谷井 耕司、1969年6月28日 - ）は元お笑いタレント、現実業家。元たけし軍団メンバー。静岡県裾野市出身。日本大学三島高等学校卒業。

## 概要
1990年代にたけし軍団で活躍した。『痛快なりゆき番組 風雲!たけし城』で谷隼人が扮する谷隊長からたけしが命名。同じたけし軍団の秋山見学者の後に運転手を務めた。
『平成教育委員会』に松村邦洋が大雪で交通機関が麻痺した際、遅刻した時に代役として出演し、収録スタジオを盛り上げた。その翌週にはローリー寺西がダブルブッキングでキャンセルし、この時にも代打として出演したことにより、隠れキャラとして存在をアピールした（『北野ファンクラブ』にてその時の顛末が語られていた）。強面のトカレフ林とコンビを組み活動をしていた。コンビ名の「ハンダンズ」も師匠のたけしが命名した。
テレビディレクターのマッコイ斉藤とコンビを組み、『天才・たけしの元気が出るテレビ!!』の前説を担当したこともある。
芸人引退後は農業関連の会社の経営者に転身。ブログやtwitterで度々農業について触れている。

## 主な出演作品

### テレビ
- スーパージョッキー
- 北野ファンクラブ
- ビートたけしのお笑いウルトラクイズ
- ドロリンピック
- 北野富士
- たけしの等々力ベース（第26・98回のみ）

### 映画
- あの夏、いちばん静かな海。
- みんな〜やってるか!